# Symphonie no 7 de Dvořák
Pour les articles homonymes, voir Symphonie no 7.

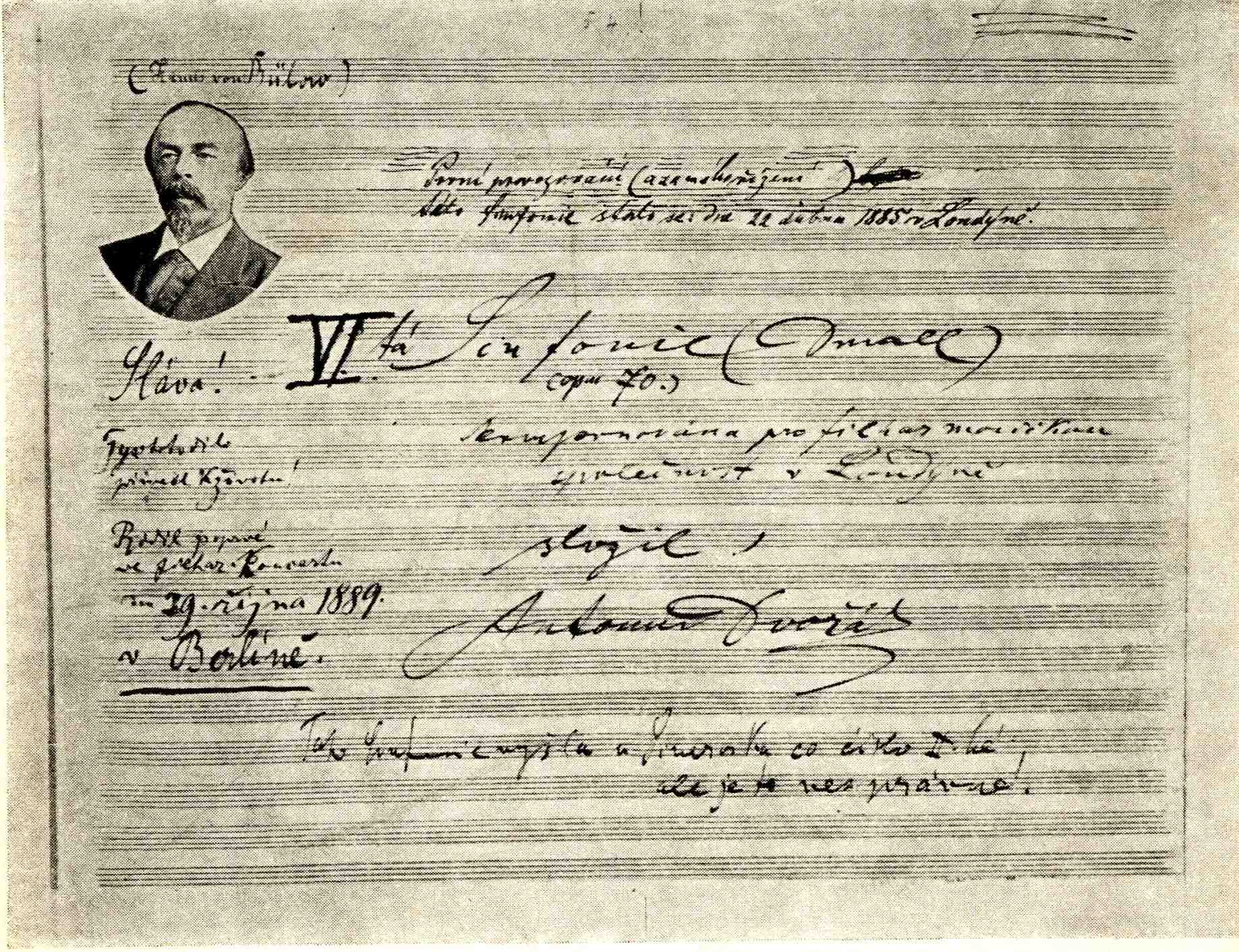
Première page de la partition de la symphonie no 7, avec le portrait de Hans von Bülow

La Symphonie no 7 en ré mineur, op. 70 (B. 141), d'Antonín Dvořák fut commencée le 13 décembre 1884 et terminée le 17 mars 1885. Elle fut créée avec un grand succès le 22 avril 1885 au Salle Saint-Jacques (en) de Londres, lors d'un concert de la London Philharmonic Society, qui l'avait commandée et à laquelle elle fut dédiée. Elle fut présentée et même publiée en tant que "symphonie no 2", les cinq premières étant restées longtemps ignorées.
C'était la première fois qu'une symphonie était commandée à Dvořák, et celui-ci se demandait de quelle manière en aborder la composition, entre conserver le caractère spécifiquement tchèque de ses œuvres jusqu'alors ou tenter d'adopter un style plus proche du romantisme musical occidental, et c'est dans cet état d'esprit qu'il en commença l'écriture. Cette incertitude accompagnait d'ailleurs la plupart de ses compositions de l'époque. Pour sa nouvelle symphonie, son modèle fut peut-être la Troisième de son ami Brahms, créée peu de temps auparavant, œuvre qu'il admirait beaucoup et qui avait réveillé son désir de renouer avec la forme symphonique, plus de quatre ans après sa Sixième symphonie.
Comparée aux autres symphonies de Dvořák, la Septième est sans conteste plus turbulente, emplie d'un héroïsme presque tragique, et finalement la plus typiquement romantique de celles-ci [réf. nécessaire].

## Mouvements
1. Allegro maestoso - Ré mineur (11 minutes)
2. Poco adagio - Fa majeur (10 minutes)
3. Scherzo : Vivace - Poco meno mosso - Ré mineur (7 minutes)
4. Finale : Allegro - Ré mineur, se termine sur une tierce picarde[1] (9 minutes)

Durée totale : environ 37 minutes 

## Orchestration
- Bois : 
  - 2 flûtes
  - 2 hautbois
  - 2 clarinettes
  - 2 bassons
- Cuivres : 
  - 4 cors
  - 2 trompettes
  - 3 trombones
- Timbales
- Cordes : 
  - premiers violons
  - seconds violons
  - altos
  - violoncelles
  - contrebasses

## Discographie
- Antonín Dvořák, Symphonies n° 6-9, Rafael Kubelik, Orchestre philharmonique de Berlin, Deutsche Grammophon, 1971
- Antonín Dvořák, Symphonie n° 7 en ré mineur op. 70, Carlo Maria Giulini, Orchestre philharmonique de Londres, EMI, 1979
- Antonín Dvořák, Symphonie n° 7 en ré mineur op. 70, Christoph von Dohnányi, Orchestre de Cleveland, Decca, 1987
- Antonín Dvořák, Symphonies n° 3 et 7, Myung-Whun Chung, Orchestre philharmonique de Vienne, Deutsche Grammophon, 1997
- Antonín Dvořák, Symphonie n° 7 en ré mineur op. 70, Colin Davis, Orchestre symphonique de Londres, LSO Live, 2001
- Antonín Dvořák, Symphonie n° 7 en ré mineur op. 70, Andrew Davis, Orchestre symphonique de Londres, label indéterminé, 2003